# Club Atlético River Plate 2002-2003
Questa voce raccoglie le informazioni riguardanti il Club Atlético River Plate nelle competizioni ufficiali della stagione 2002-2003.

## Stagione
Il River Plate giunge al terzo posto nell'Apertura e vince il Clausura. Nella prima fase del torneo nazionale, la società di Núñez ottiene il terzo miglior attacco del campionato, con 35 gol, e chiude a 7 punti dal primo classificato, l'Independiente di Avellaneda. Il Clausura, invece, vede il River Plate campione, con 4 punti di distacco dal secondo, il Boca Juniors; l'attacco è il più prolifico del torneo, mentre la difesa è la quarta meno battuta. In ambito internazionale la compagine di Buenos Aires è in corsa nella Libertadores e Sudamericana: viene esclusa ai quarti di finale.

## Maglie e sponsor
Lo sponsor tecnico per la stagione 2002-2003 è Adidas, mentre lo sponsor ufficiale è Budweiser.
| Casa | Trasferta | Terza divisa |

## Rosa
| N. |                      | Ruolo | Calciatore           |
| -- | -------------------- | ----- | -------------------- |
|    | Argentina (bandiera) | P     | José Buljubasich     |
|    | Argentina (bandiera) | P     | Juan Pablo Carrizo   |
|    | Argentina (bandiera) | P     | Ángel Comizzo        |
|    | Argentina (bandiera) | P     | Franco Costanzo      |
|    | Argentina (bandiera) | P     | Germán Lux           |
|    | Argentina (bandiera) | D     | Horacio Ameli        |
|    | Paraguay (bandiera)  | D     | Celso Ayala          |
|    | Uruguay (bandiera)   | D     | Martín Del Campo     |
|    | Argentina (bandiera) | D     | Martín Demichelis    |
|    | Argentina (bandiera) | D     | Ariel Garcé          |
|    | Colombia (bandiera)  | D     | Jersson González     |
|    | Argentina (bandiera) | D     | Matías Lequi         |
|    | Uruguay (bandiera)   | D     | Máximo Lucas         |
|    | Paraguay (bandiera)  | D     | Ricardo Rojas        |
|    | Paraguay (bandiera)  | D     | Pedro Sarabia        |
|    | Argentina (bandiera) | D     | Fernando Spinelli    |
|    | Argentina (bandiera) | C     | Oscar Ahumada        |
|    | Argentina (bandiera) | C     | Andrés Aimar         |
|    | Argentina (bandiera) | C     | Damián Álvarez       |
|    | Argentina (bandiera) | C     | Martín Asencio       |
|    | Argentina (bandiera) | C     | Leonardo Astrada     |
|    | Argentina (bandiera) | C     | Diego Barrado        |
|    | Argentina (bandiera) | C     | Martín Miguel Cortés |
|    | Argentina (bandiera) | C     | Eduardo Coudet       |

| N. |                      | Ruolo | Calciatore            |
| -- | -------------------- | ----- | --------------------- |
|    | Argentina (bandiera) | C     | Andrés D'Alessandro   |
|    | Argentina (bandiera) | C     | Emiliano Díaz         |
|    | Argentina (bandiera) | C     | Marcelo Escudero      |
|    | Argentina (bandiera) | C     | Osmar Ferreyra        |
|    | Argentina (bandiera) | C     | Javier Gandolfi       |
|    | Argentina (bandiera) | C     | Marcelo Gómez         |
|    | Argentina (bandiera) | C     | Lucho González        |
|    | Argentina (bandiera) | C     | Claudio Husaín        |
|    | Argentina (bandiera) | C     | Darío Husaín          |
|    | Argentina (bandiera) | C     | Daniel Ludueña        |
|    | Argentina (bandiera) | C     | Matías Oyola          |
|    | Argentina (bandiera) | C     | Gabriel Pereyra       |
|    | Argentina (bandiera) | C     | Guillermo Pereyra     |
|    | Argentina (bandiera) | C     | Juan Pablo Raponi     |
|    | Argentina (bandiera) | C     | Víctor Zapata         |
|    | Argentina (bandiera) | A     | Fernando Cavenaghi    |
|    | Paraguay (bandiera)  | A     | Nelson Cuevas         |
|    | Argentina (bandiera) | A     | Alejandro Domínguez   |
|    | Argentina (bandiera) | A     | Gastón Fernández      |
|    | Argentina (bandiera) | A     | Esteban Fuertes       |
|    | Argentina (bandiera) | A     | Luciano Leguizamón    |
|    | Argentina (bandiera) | A     | Maxi López            |
|    | Argentina (bandiera) | A     | Juan Carlos Menseguez |

## Statistiche

### Statistiche di squadra
| Competizione          | Punti | Totale | Totale | Totale | Totale | Totale | Totale | DR  |
| Competizione          | Punti | G      | V      | N      | P      | Gf     | Gs     | DR  |
| --------------------- | ----- | ------ | ------ | ------ | ------ | ------ | ------ | --- |
| Campionato - Apertura | 36    | 19     | 11     | 3      | 5      | 35     | 23     | +12 |
| Campionato - Clausura | 43    | 19     | 13     | 4      | 2      | 43     | 18     | +25 |
| Libertadores          | -     | 10     | 7      | 0      | 3      | 16     | 13     | +3  |
| Sudamericana          | -     | 2      | 0      | 1      | 1      | 0      | +1     |     |
| Totale                | -     |        |        |        |        |        |        | -   |